# Bollodingen
Bollodingen (toponimo tedesco) è una frazione di 205 abitanti del comune svizzero di Bettenhausen, nel Canton Berna (regione dell'Emmental-Alta Argovia, circondario dell'Alta Argovia).

## Geografia fisica
Bollodingen ha una superficie di 1,96 km². Di questa superficie 1,18 km², o il 60,2% è utilizzato per scopi agricoli, mentre 0,59 km² o il 30,1% è coperto da foreste. Il resto del territorio è così ripartito: 0,18 km²  o il 9,2% è occupato da insediamenti , 0,02 km² (4,9  o l'1,0% è costituito da fiumi o laghi.

## Storia

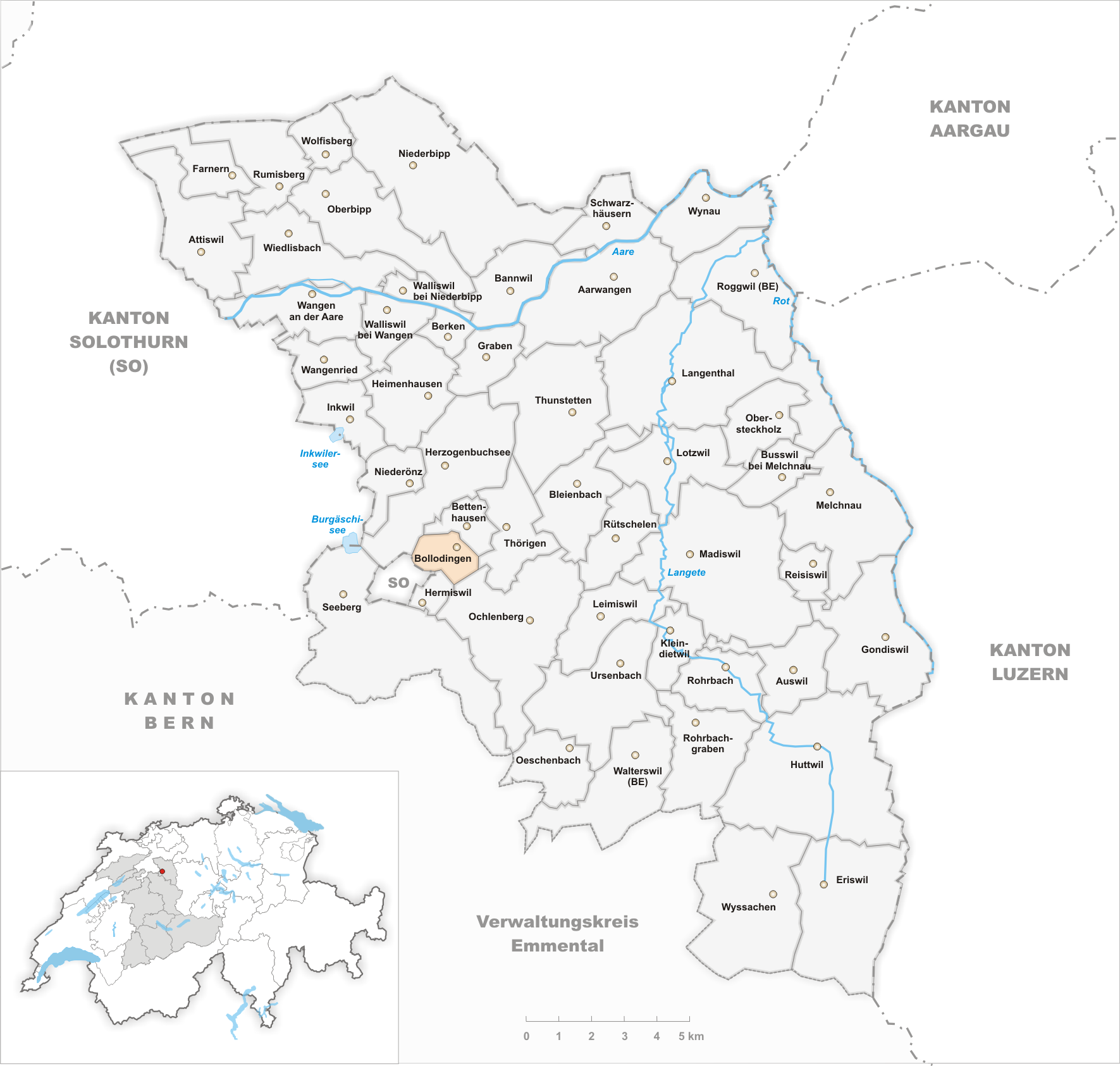
Il territorio del comune di Bollodingen prima degli accorpamenti comunali del 2011

Bollodingen viene menzionata per la prima volta nel 1266 con il nome di Bolathingen.
Già comune autonomo che si estendeva per 2,0 km², il 1º gennaio 2011 è stato accorpato a Bettenhausen.

## Società

### Evoluzione demografica
L'evoluzione demografica è riportata nella seguente tabella:
Abitanti censiti

## Amministrazione
Ogni famiglia originaria del luogo fa parte del cosiddetto comune patriziale e ha la responsabilità della manutenzione di ogni bene ricadente all'interno dei confini del comune.